# Clavija laplanadae
Clavija laplanadae är en viveväxtart som beskrevs av B. Stahl. Clavija laplanadae ingår i släktet Clavija och familjen viveväxter. Inga underarter finns listade i Catalogue of Life.